# Сидерички дан
Сидерички  или звездани дан представља период ротације у односу на звезде. Земљин сидерички дан је дефинисан као период између два узастопна проласка гама тачке кроз меридијан. Износи 23 часа 56 минута и 4 секунде.